# Izoelektrična tačka
Izoelektrična tačka (pl, pH(I), IEP) predstavlja  vrijednost na kojoj su određeni molekuli ili površina naelektrisani neutralno.
Amfoterni molekuli koji spadaju u cviterjone sadrže i pozitivna i negativna naelektrisanja u zavisnosti od funkcionalnih grupa koje su prisutne u molekulu. Naelektrisanje na molekulu zavisi od  vrijednosti okoline i može postati pozitivno ili negativno naelektrisan zbog gubitka ili primanja protona. Izoelektrična tačka predstavlja pH vrijednost na kojoj molekuli nisu naelektrisani ili je pozitivno i negativno naelektrisanje jednako.
Površina se mijenja kako bi se formirao dvojni sloj. U čestom slučaju kada su naelektrisanja na površini su joni , naelektrisanje površine zavisi od  vrijednosti tečnosti u koju je uronjeno čvrsto tijelo. Pri pH vrijednosti rastvora koja odgovara izoelektričnoj tački nema naelektrisanja na površini.
Vrijednost pl može da utiče na rastvorljivost molekula na datoj pH. Takvi molekuli imaju najmanju rastvorljivost u rastvorima koji imaju pH koji odgovara izoelektričnoj tački molekula i u takvim rastvorima oni se često talože van rastvora. Biološki amfoterni molekuli kao što su proteini sadrže i kisele i bazne funkcionalne grupe. Aminokiseline koje grade proteine mogu biti pozitivne, negativne, neutralne ili polarne i sve zajedno daju proteinu njegovo ukupno naelektrisanje. Na pH vrijednost koja je ispod njihove pl proteini su pozitivno naelektrisani a iznad pl su negativno naelektrisani. Zbog toga proteini mogu biti razdvojeni na osnovu njihove izoelektrične tačke (tj. ukupnog naelektrisanja) na poliakrilamidnom gelu, koristeći tehniku izoelektričnog fokusiranja koji koristi pH gradijent da se razdvoje proteini.

## Izračunavanje vrijednosti
Za aminokiselinu koja sadrži jednu amino i jednu karboksilnu grupu pl se može izračunati kao srednja vrijednost konstante disocijacije pKa tog molekula.
{\displaystyle pl={{pK_{1}+pK_{2}} \over 2}}
Za aminokiseline sa više od dvije jonizirajuće grupe (kao što je lizin) koristi se ista formula ali ovog puta dvije pKa koje se koriste su one od dvije grupe koje gube i primaju naelektrisanje iz neutralnog molekula aminokiseline. Lizin ima jednu karboksilnu pKa i dvije vrijednosti za pKa amino grupe (pri čemu je jedna od njih na R-grupi), tako da potpuno protonizovani lizin ima naelektrisanje +2. Da bismo dobili neutralno stanje, moramo deprotonovati lizin dva puta i zbog toga koristiti vrijednosti R-grupe i i vrijednosti amino pKa (koje se nađu u listi standardnih aminokiselina).
{\displaystyle pl={{9.06+10.54} \over 2}=9.80}
Tačnija izračunavanja zahtijevaju napredno znanje o kiselinama i bazama i proračunavanja.
pH vrijednost elektroforeznog gela određuje pufer koji se koristi za taj gel. Ako je  vrijednost pufera iznad pl vrijednosti proteina onda će protein biti negativan i kretaće se prema pozitivnom polu. Ako je  vrijednost pufera je niži od pl proteina onda će se protein kretati prema negativnom polu gela. Ako je  vrijednost pufera jednaka pl onda neće doći do kretanja. Ovo važi i za aminokiseline.

## Keramički materijali
Izoelektrična tačka metalnih oksida koji ulaze u sastav keramike se često koristi u nauci o materijalima u raznim koracima procesuiranja u vodenoj sredini (sinteza, modifikacija itd.). Ove površine koje su prisutne kao koloidi ili kao veće čestice u vodenom rastvoru su uglavnom pokrivene hidroksilnim vrstama M-OH (gdje je M metal kao što je Al, Si itd.). Na pH vrijednostima koje su iznad pl, dominantne vrste na površini su -, dok su na pH vrijednostima ispod pl dominantne M-OH2+. Navedene su neke približne vrijednosti uobičajene keramike. Tačne vrijednosti mogu varirati zavisno od faktora materijala kao što je čistoća i faza kao i fizički parametri kao što je temperatura. Precizno mjerenje izoelektrične tačke je teško i zahtijeva precizne tehnike čak i sa modernim metodama. Zbog toga mnogi izvori navode različite vrijednosti izoelektrične tačke ovih materijala.

### Primjeri izoelektričnih tačaka
Ispod je data lista  izoelektrične tačke na 25 ° za izabrane materijale u vodi:
- volfram(VI) oksid WO3: 0.2-0.5
- antimon(V) oksid : <0.4 to 1.9
- vanadijum(V) oksid : 1-2
- silicijum dioksid SiO2: 1.7-3.5
- silicijum karbid SiC: 2-3.5
- tantal(V) oksid Ta2O5: 2.7-3.0
- kalaj(IV) oksid SnO2: 4-5.5 (7.3)
- cirkon(IV) oksid 2: 4-11
- mangan(IV) oksid 2: 4-5
- delta-2 1.5, beta-MnO2 7.3
- titanijum(IV) oksid (rutil ili anatas) TiO2: 3.9-8.2
- silicijum nitrid : 6-7
- gvožđe() oksid (magnetit) : 6.5-6.8
- gama gvožđe() oksid (magemit) Fe2O3: 3.3-6.7
- cerijum(IV) oksid CeO2: 6.7-8.6
- hrom(III) oksid Cr2O3: 7 (6.2-8.1)
- gama aluminijum oksid Al2O3: 7-8
- talijum(I) oksid Tl2O: 8

Pomiješani oksidi mogu imati izoelektrične tačke koje su između onih koje odgovaraju čistim oksidima. Na primjer izmjeren je pl u iznosu od 4,5 za sintetički pripremljeni amorfni aluminosilikat. Primijećeno je da je elektrokinetičko ponašanje površine bilo pretežno od strane Si-OH vrsta što objašnjava relativno nisku pl vrijednost. Veće vrijednosti pl vrijednosti (od 6 do 8) ima  kao i barijum titranat  koji je između pH 5 i 6.
Što je pH vrijednost rastvora aminokiseline veća udaljenija od vrijednosti pl to je ta grupa molekula više naelektrisana.

## Izoelektrična tačka nasuprot nultog naelektrisanja
Termin izoelektrična tačka i tačka nultog naelektrisanja se često koriste iako pod nekim uslovima postoje razlike.
U sistemima u kojima su  joni koji određuju površinu, tačka nultog naelektrisanja je data u pH. pH vrijednost na kojoj površina postaje neutralna predstavlja tačku nultog naelektrisanja površine. Elektrokinetički fenomeni uglavnom mjere zeta potencijal, i nulti zeta potencijal je definisan kao tačka nultog naelektrisanja na dvojnom sloju. izoelektrična tačka predstavlja pH vrijednost pri kojoj čestica koloida ostaje stacionarna u električnom polju. Izoelektrična tačka je različita od tačke nultog naelektrisanja na površini čestice, ali ovo je u praksi često ignorisano za površine koji nemaju specifično adsorbovana pozitivna ili negativna naelektrisanja. U ovom kontekstu specifična adsorpcija je shvaćena kao adsorpcija koja se dešava na duplom sloju ili hemijska adsorpcija. Stoga je tačka nultog naelektrisanja na površini je jednaka izoelektričnoj tački u odsustvu specifične adsoprcije na toj površini.
U odsustvu pozitivnih ili negativnih naelektrisanja površina se najbolje opisuje tačkom nultog naelektrisanja. Ako su pozitivna i negativna naelektrisanja prisutna u jednakim količinama onda je u pitanju izoelektrična tačka. A tačka nultog naelektrisanja se odnosi na odsustvo bilo kojeg naelektrisanja na površini, dok se izoelektrična tačka odnosi na stanje neutralnog ukupnog naelektrisanja površine. Razlika između njih je količina naelektrisanih mjesta na tački ukupnog negativnog naelektrisanja. Konstante ravnoteže površine pK- i pK+ definišu dva uslova prema relativnom broju naelektrisanih mjesta:
{\displaystyle pK^{-}-pK^{+}=\Delta pK=\log {\frac {\left[MOH\right]^{2}}{\left[MOH{_{2}^{+}}\right]\left[MO^{-}\right]}}}
Za velike ΔpK dominantne vrste su MOH dok ima relativno malo naelektrisanih vrsta, i zato je relevantna tačka nultog naelektrisanja. Za manje vrijednosti ΔpK ima veliki broj naelektrisanim vrsta u približno jednakim brojevima i zbog toga je u pitanju izoelektrična tačka.

## Spoljašnje veze
- IPC – Isoelectric Point Calculator  - izračunati izoelektričnu tačku proteina koristeći više od 15 metoda
- CurTiPot - izračunati ravnotežu kiselinske baze (punjenje u odnosu na plot pH vrednosti amfoternih molekula npr. aminokiselina)
- SWISS-2DPAGE Архивирано на веб-сајту  (10. децембар 2016) - izoelektrične tačke iz dvodimenzionalne elektroforeze poliakrilamidnog gela (~ 2.000 proteina)
- Proteome-pI - Predviđene izoelektrične tačke za sve proteine